# 瓜達拉哈拉主教座堂
瓜達拉哈拉主教座堂（Co-cathedral of Santa María de la Fuente la Mayor）是位於西班牙城市瓜達拉哈拉的一座羅馬天主教的主教座堂。教堂在1941年被列入西班牙保護建築。